# テレマルク県

テレマルク県
Telemark fylke

測地系: 北緯59度20分0秒 東経8度30分0秒 / 北緯59.33333度 東経8.50000度座標: 北緯59度20分0秒 東経8度30分0秒 / 北緯59.33333度 東経8.50000度

テレマルク県 (テレマルクけん、ノルウェー語: Telemark [ˈteːləˈmɑrk] ( 音声ファイル)) は、ノルウェーの県。ヴェストフォル県、ブスケルー県、ヴェストラン県、ローガラン県、アグデル県と県境を接している。県庁所在地はシーエン。なお2024年1月9日時点でテレマルク県知事は設けられておらず、ヴェストフォル県トンスベルグにいるヴェストフォル・オ・テレマルク県知事が兼任している。人口は約17.5万人（2023年）。自治体別の公用語をみると半数近くがニーノシュクを公用語としているが、県の公用語はニュートラルである。
ノルウェーの南西に位置し、ハダンケル地域からスカゲラク海峡まで続く。海岸線はランゲサンスフィヨルド (Langesundsfjorden) からジェーネストアンゲン (Gjernestangen)、 さらにアウストアグデルまで続いている。地形は起伏に富み、多くの丘や谷がある。
シーエン、ポースグラン (Porsgrunn)、ノトデン、リューカン (Rjukan)、クラーゲリョーなどに人口が多い。スタテレ (Stathelle)、ウレフォス (Ulefoss)、ブレヴィク (Brevik)、ランゲサン (Langesund)、ボー (Bø)、フィレスダル (Fyresdal)、ヴィニェ (Vinje) などの都市も有名である。

## 名称・県章
1919年まではブラッツベリ県 (Bratsberg amt) という名前であった。知事の赴任地であったブラッツベリ (Bratsberg、brattr が眠るを意味し、berg が山を意味する）にちなんで名づけられていた。
現在の地名の命名の由来は Þelamörk であり、前半は þelir で、これは古ドイツにいたと考えられる民族の名前であり、後半の mörk は森林地帯や、国境地帯を現す。
現在あるスポーツやレジャーとしてのスキーが確立された地であり、19世紀中頃に「近代スキーの父」であるソンドレ・ノルハイムが編み出したスキーの技術はこの県にちなんで、テレマークと名づけられている。ノルディックスキーの基本となるものである。
県章は旧時代の戦斧を表しており、1970年に制定された。

## 歴史
ヴァイキング時代の昔にテレマルクに王国があったと考えていた歴史家もいたが、現在では証拠がなく否定的である。
1661年、ブラッツベリ県が創設された。1919年1月1日、ブラッツベリ県はテレマルク県に改編された。
20世紀初頭からノルスク・ハイドロによる水力発電所や、その電力を利用した化学的窒素固定による合成肥料工場が県内のノトデンなどに建設された。その施設群は20世紀初頭の新たな産業発展を伝える文化財として、「リューカン＝ノトデンの産業遺産」の名で世界遺産リストに登録されている。
『テレマークの要塞』（原題: The Heroes of Telemark）という1965年の英米合作映画は第二次世界大戦中のドイツによって原子爆弾開発の為に接収されたリューカンにあるノルスク・ハイドロの重水施設の大規模破壊活動（ノルスク・ハイドロ重水工場破壊工作）を描いたものである。しかしながら、その映画には誤りがあるとして、en:Ray Mearsが詳しく手直しして真の『テレマルクの英雄』という映画を製作している。また、1948年には同様のテーマのノルウェー・フランス合作映画が作られている。
2020年1月1日、ヴェストフォル県と合併しヴェストフォル・オ・テレマルク県となった。2024年1月1日、ヴェストフォル・オ・テレマルク県の合併が解消され、テレマルク県が再度発足した。

## 基礎自治体
17の基礎自治体（kommune）が所属している。うち2市がブークモール、8市がニーノシュクを公用語と定めている。
| 自治体 コード | 紋章 | 自治体名         | ノルウェー語名 | 人口 (2023年) | 面積 (km2) | 採用筆記法   |
| ------------- | ---- | ---------------- | -------------- | ------------- | ---------- | ------------ |
| 4001          |      | ポースグラン     | Porsgrunn      | 37,056        | 164.44     | ブークモール |
| 4003          |      | シーエン         | Skien          | 55,924        | 779.20     | ニュートラル |
| 4005          |      | ノトデン         | Notodden       | 13,025        | 983.88     | ニュートラル |
| 4010          |      | シリヤン         | Siljan         | 2,375         | 213.95     | ブークモール |
| 4012          |      | バンブレ         | Bamble         | 14,172        | 304.38     | ニュートラル |
| 4014          |      | クラーゲリョー   | Kragerø        | 10,413        | 305.46     | ニュートラル |
| 4016          |      | ドランゲダル     | Drangedal      | 4,091         | 1,062.78   | ニュートラル |
| 4018          |      | ノーム           | Nome           | 6,559         | 429.67     | ニュートラル |
| 4020          |      | 中部テレマルク市 | Midt-Telemark  | 10,735        | 518.50     | ニーノシュク |
| 4022          |      | Seljord          | Seljord        | 2,939         | 715.08     | ニーノシュク |
| 4024          |      | Hjartdal         | Hjartdal       | 1,588         | 791.61     | ニーノシュク |
| 4026          |      | ティン           | Tinn           | 5,546         | 2,045.13   | ニュートラル |
| 4028          |      | クヴィテセイド   | Kviteseid      | 2,427         | 708.47     | ニーノシュク |
| 4030          |      | ニッセダル       | Nissedal       | 1,442         | 905.17     | ニーノシュク |
| 4032          |      | フィレスダル     | Fyresdal       | 1,224         | 1,280.02   | ニーノシュク |
| 4034          |      | トッケ           | Tokke          | 2,198         | 984.58     | ニーノシュク |
| 4036          |      | ヴィニェ         | Vinje          | 3,832         | 3,105.84   | ニーノシュク |